# Francesco Antonio Carafa
Francesco Antonio Carafa (Napoli, 1635 – Catania, 26 agosto 1692) è stato un arcivescovo cattolico italiano.

## Biografia
Francesco Antonio Carafa nacque nel 1635 a Napoli, regione della Terra di Lavoro (oggi città metropolitana di Napoli) ed arcidiocesi di Napoli, allora capitale del Regno di Napoli (oggi in Campania, Repubblica Italiana); proveniva da una famiglia della nobiltà napoletana.
Avviato ben presto alla carriera ecclesiastica, entrò nei Chierici regolari teatini, istituto religioso del XVI secolo che ebbe tra i fondatori il suo antenato Gian Pietro Carafa, poi divenuto papa Paolo IV, e poi ricevette l'ordinazione sacerdotale.
Il 27 maggio 1675 papa Clemente X lo nominò, quarantenne, arcivescovo metropolita di Lanciano; succedette ad Alfonso Álvarez Barba Ossorio, O.C.D., trasferito alla sede metropolitana di Brindisi il 29 maggio 1673. Ricevette la consacrazione episcopale il 3 giugno 1675 per imposizione delle mani dello zio cardinale Carlo Carafa della Spina, C.R., vescovo emerito di Aversa; sconosciuti rimangono i co-consacranti. Prese possesso dell'arcidiocesi durante una cerimonia successiva che si svolse presso la cattedrale della Madonna del Ponte a Lanciano ed in seguito ricevette il pallio, simbolo di comunione tra la Santa Sede ed il metropolita.

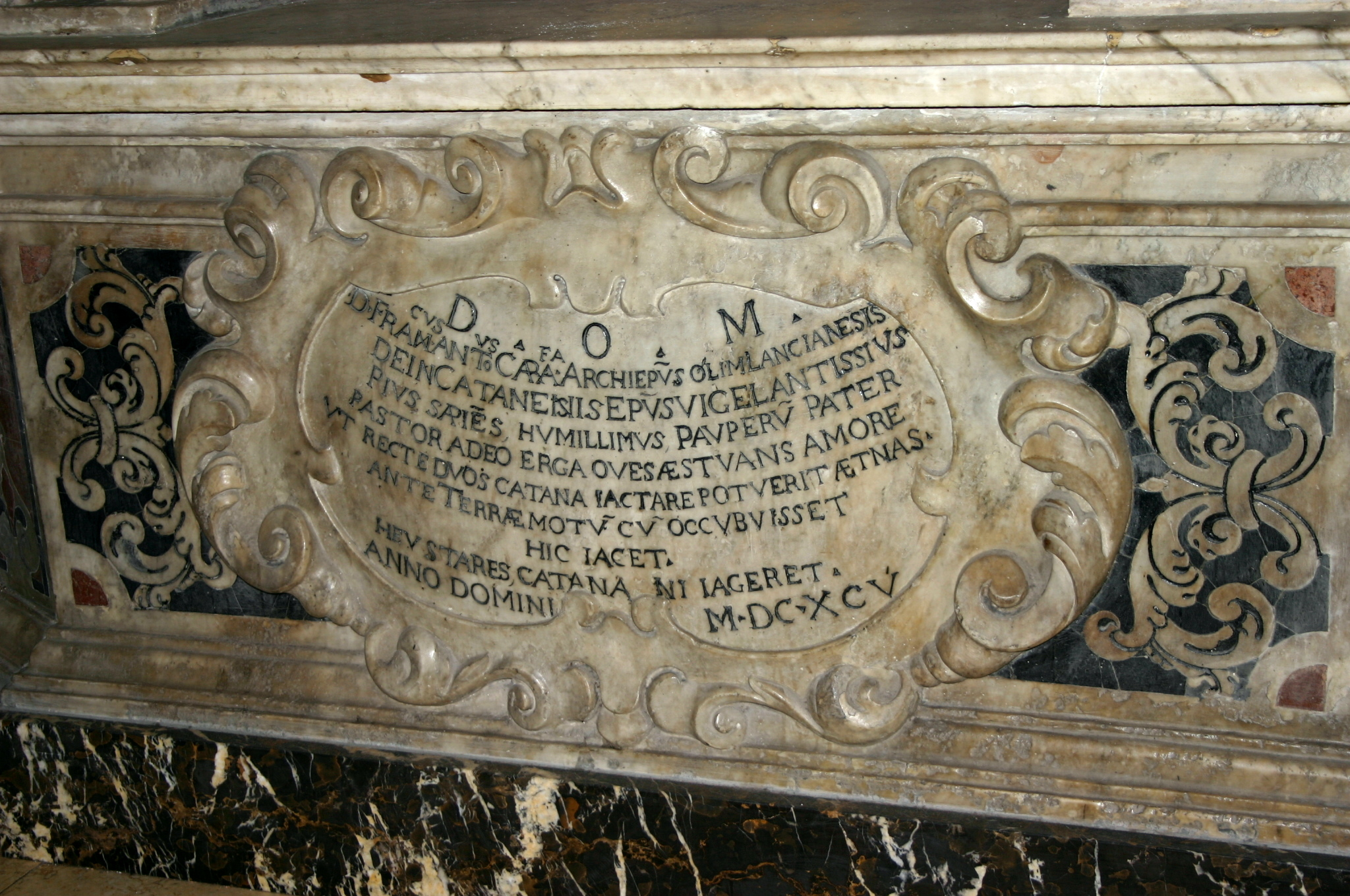
Iscrizione sulla tomba del vescovo

Il 24 novembre 1687 papa Innocenzo XI lo trasferì, cinquantaduenne, alla sede diocesana di Catania con dignità di arcivescovo, a titolo personale; succedette a Michelangelo Bonadies, O.F.M.Obs., deceduto ottantaduenne il 27 agosto 1686 dopo ventun anni di governo pastorale. Prese possesso della diocesi durante una cerimonia successiva che si svolse presso la cattedrale di Sant'Agata a Catania.

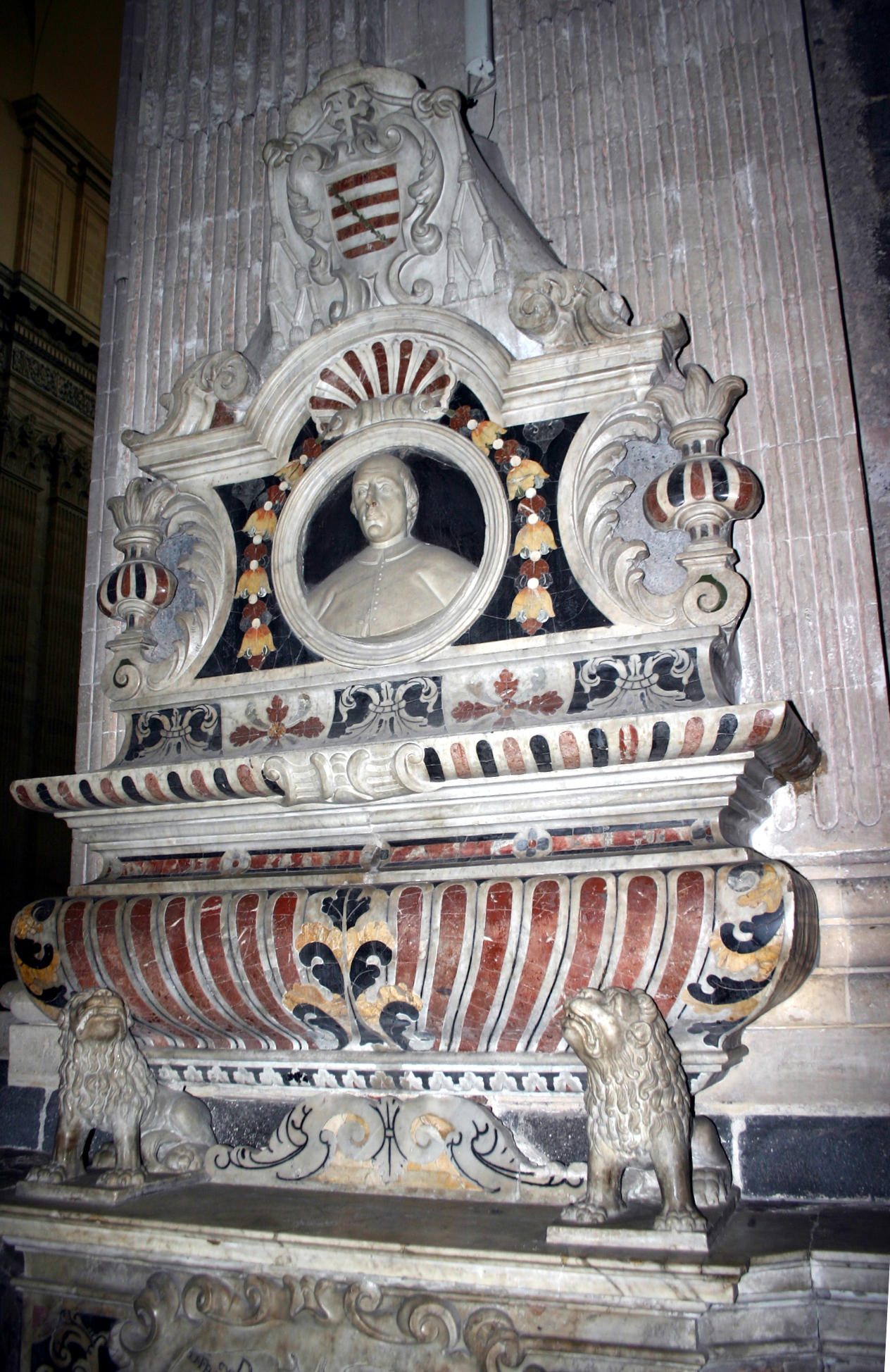
Tomba di Francesco Carafa (Duomo di Catania)

Morì il 26 agosto 1692 a Catania, all'età di cinquantasette anni. Al termine dei solenni funerali, la salma venne tumulata nel transetto sinistro del duomo di Catania. Sull'epitaffio della sua tomba è riportato che il vescovo riuscì con le sue preghiere a salvare per due volte la città dalle ire del vulcano Etna e che se fosse rimasto in vita non si sarebbe verificato il terremoto del Val di Noto del 1693.

## Genealogia episcopale
La genealogia episcopale è:
- Cardinale Tolomeo Gallio
- Vescovo Cesare Speciano
- Patriarca Andrés Pacheco
- Cardinale Agostino Spinola
- Cardinale Giulio Cesare Sacchetti
- Cardinale Ciriaco Rocci
- Cardinale Carlo Carafa della Spina, C.R.
- Arcivescovo Francesco Antonio Carafa, C.R.